# アレグザンダー3世 (スコットランド王)
アレグザンダー3世（Alexander III, 1241年9月4日 - 1286年3月19日）は、スコットランド王（在位：1249年 - 1286年）。

## 生涯
アレグザンダー3世は、アレグザンダー2世と2度目の王妃マリー・ド・クシー (en) の一人息子としてロクスバラ（現在のスコティッシュ・ボーダーズの一角）で生まれた。1249年に父が没したため、同年7月13日にスクーンで戴冠し、7歳で王位を継承した。
1251年12月26日、アレグザンダーはイングランド王ヘンリー3世の娘マーガレットと結婚した。これはヘンリー3世の押しつけであり、ヘンリー3世はアレグザンダーをナイトに叙した上で臣従を強要した。
宮廷では、摂政のジョン・ベイリャル（スコットランド王ジョン・ベイリャルの父）と王妃護衛職のロバート・ド・ロスが王妃をないがしろにするなど、専横を極めた。1255年、アレグザンダーは親政に乗り出し、ジョン・ベイリャルとロバート・ド・ロスを追放した。また、イングランドの内乱に対しては深入りせず、イングランドとの良好な関係の維持に努めた。
1261年、父アレグザンダー2世が果たせなかったヘブリディーズ諸島のノルウェーからの奪還に成功し(←スコットランド・ノルウェー戦争参照)、1263年には西部のクライド湾でノルウェー王ホーコン4世を討ち破った。3年後の1266年にパースで両国は条約を結び、ヘブリディーズ諸島は正式にスコットランド領となった。
アレグザンダー3世は1281年から1284年にかけて、次男デイヴィッド、長女マーガレット、長男アレグザンダーを次々と失った。しかも、長男アレグザンダーには子がなかった。王位継承者がいなくなったため、アレグザンダー3世は、1285年10月14日にフランス貴族ドルー家のドルー伯ロベール4世の娘ヨランド・ド・ドルーと結婚した。
しかし、結婚半年後の1286年3月19日、エディンバラから王妃のいるキングホーンの離宮へ向かう途中、嵐の中で落馬して死亡した。スコットランド貴族は長女マーガレットとノルウェー王エイリーク2世の一人娘マルグレーテ（マーガレット）をノルウェー宮廷にとどめたまま女王に擁立した。
アレグザンダー3世の時代、イングランドとの関係は良好で、国内は安定し、「黄金時代」と呼ばれるほど国民生活が向上した。

## 子女
1251年12月26日、イングランド王ヘンリー3世の娘マーガレットと結婚し、2男1女をもうけた。
- マーガレット（1261年 - 1283年） - ノルウェー王エイリーク2世と結婚、のちのスコットランド女王マーガレットの母。
- アレグザンダー（1264年 - 1284年） - 1282年11月14日にロクスバラでフランドル伯ギーの娘マルグリットと結婚した。
- デイヴィッド（1272年 - 1281年）

1285年10月14日、ドルー伯ロベール4世の娘ヨランド・ド・ドルーと結婚したが、アレグザンダーは翌年亡くなり、2人の間に子はなかった。ヨランドは1294年にブルターニュ公アルテュール2世と再婚した。